# Рудогуза ластівка
Рудогуза ла́стівка (Cecropis) — рід горобцеподібних птахів родини ластівкових (Hirundinidae). Представники цього роду мешкають в Африці і Євразії. Раніше їх відносили до роду Ластівка (Hirundo), однак за результатами молекулярно-філогенетичного дослідження, яке показало, що рудогузі ластівки є більш спорідненими з міськими ластівками з роду (Delichon), вони були переведені до відновленого роду Cecropis.

## Види
Виділяють дев'ять видів:
- Ластівка рудочерева (Cecropis semirufa)
- Ластівка сенегальська (Cecropis senegalensis)
- Ластівка абісинська (Cecropis abyssinica)
- Ластівка капська (Cecropis cucullata)
- Ластівка даурська (Cecropis daurica)
- Ластівка тропічна (Cecropis domicella)[8]
- Ластівка цейлонська (Cecropis hyperythra)[9]
- Ластівка синьоголова (Cecropis striolata)
- Ластівка малазійська (Cecropis badia)

## Етимологія
Наукова назва роду Cecropis походить від слова дав.-гр. Κεκροπις — афінянка.